# Аскія Ісхак I
Аскія Ісхак I (д/н — 1549) — 7-й володар імперії Сонгаї в 1539—1549 роках.

## Життєпис
Походив з династії Аскій. Син Аскії Мохаммада I, володаря Сонгаї. 1539 року після смерті брата Аскії Ісмаїла посів трон.
Велику увагу приділяв зведенню мечетей і медресе. При цьому уславився жорстокістю до підданих, що описується в хроніці «Таріх аль-Судан».
1545 року завдав поразки решткам держави Малі, захопивши її столицю. 1546 року відкинув вимогу братів-емірів Ахмада аль-Араджа й Мухаммада аш-Шейха, передати соляні копальні Тегаза. У відповідь відправив війська, що захопили долину річки Драа.
Помер 1549 року в місті Кукія, де й був похований. Йому спадкував брат Аскія Дауд.